# Ludwig Nonne

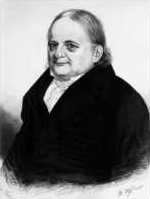
Karl Ludwig Nonne, Radierung von Georg Weif, 1849

Karl Ludwig Nonne (* 6. Dezember 1785 in Hildburghausen; † 17. Juli 1854 ebenda) war ein deutscher Generalsuperintendent sowie Leiter und Reformator des Schulwesens im Herzogtum Sachsen-Meiningen. Er begründete den Ruf Hildburghausens als „Stadt der Schulen“ und war Mitbegründer der gesellschaftskritischen „Dorfzeitung“.

## Leben
Karl Ludwig war der Sohn des Justizbeamten und herzoglichen Rates Ludwig Friedrich Nonne, der in Ludwigs dritten Lebensjahr starb. Seine Mutter, Johanna (1758–1837), geborene Wölfing aus Römhild, war die Erzieherin der herzoglichen Kinder am Hof in Hildburghausen.
Nach seinem Studium der Theologie und Philologie an der Universität Jena, die ihm 1830 die Ehrendoktorwürde verlieh, wurde er 1808 im Herzogtum Sachsen-Hildburghausen zum Schulrat ernannt. Im Auftrag des Herzog Friedrich ging er in die Schweiz und wurde dort Schüler Johann Heinrich Pestalozzis. Nach dessen Lehr- und Erziehungsmethoden gründete Nonne 1810 in Hildburghausen das Lehrerseminar, dessen erster Direktor er wurde. 1819 wurde er auch Hofprediger und nach dem Anschluss Hildburghausens an das Herzogtum Sachsen-Meiningen 1826 Oberkonsistorialrat und Leiter des Schulwesens, das er entscheidend im Sinne Pestalozzis umgestaltete. 1833 wurde er Oberpfarrer an der Stadtkirche in Hildburghausen und als Generalsuperintendent der oberste evangelische Geistliche des Herzogtums; die Schulämter konnte er 1835 abgeben.
Nonne war Freimaurer und seit 1820 Meister vom Stuhl der Hildburghäuser Loge „Karl zum Rautenkranz“. 1847 wurde er Mitglied des Meininger Landtags und war ein Jahr später Delegierter im Frankfurter Vorparlament.
Im Jahr 1818 war er Mitbegründer und für 36 Jahre Herausgeber der Dorfzeitung, ein religiös und konstitutionell geprägtes Blatt mit erheblichem Einfluss in der Landbevölkerung, das vor allem in den Anfangsausgaben Kritik an den gesellschaftlichen Zuständen übte.
Nonne war seit 1845 Ritter des Herzoglich-Sachsen-Ernestinischen Hausordens. In Hildburghausen sind der Nonneplatz und die Staatliche Regelschule I nach ihm benannt.
Einer seiner Söhne war Ernst Nonne.